# Saison 2023-2024 du Paris Saint-Germain (féminines)
Maillots
Dernière mise à jour : 16-07-2025.
Chronologie
Saison précédente Saison suivante
La saison 2023-2024 du Paris Saint-Germain est la cinquante-troisième saison de son histoire et la trente-septième en première division.
L'équipe joue sa pré-saison, le Trophée des championnes et le premier match de championnat sous les ordres de Gérard Prêcheur, avant que ce dernier ne laisse sa place à son fils et adjoint Jocelyn Prêcheur. Lors de la première partie de saison, elle joue ses matchs à domicile dans quatre stades différents : au Stade Georges-Lefèvre à Saint-Germain-en-Laye, au Stade Léo-Lagrange à Poissy, au Parc des Princes et au Stade Jean-Bouin, tous deux situés à Paris. Après la trêve hivernale, les Parisiennes s'installent au Campus du Paris-Saint-Germain, où elles disputent la plupart de leurs matchs à domicile.
Le PSG termine à la deuxième place de la saison régulière et dispute la phase de playoffs du Championnat de France pour la première fois. Il échoue en finale face à l'Olympique Lyonnais, mais parvient à remporter la Coupe de France contre le FC Fleury 91 et à se hisser en demi-finales de la Ligue des champions.

## Préparation de pré-saison
Le principal évènement de la préparation de pré-saison est le tournoi AMOS Women's French Cup, qui se tient les 28 et 31 août 2023. Le Paris Saint-Germain affronte d'abord Liverpool et se qualifie pour la finale au terme d'une séance de tirs au but dans laquelle se distingue Katarzyna Kiedrzynek (1-1, tab 2-1), puis remporte le tournoi face à l'AC Milan grâce à un doublé de Sandy Baltimore (2-1).

## Transferts

### Mercato estival
Le mercato de l'été 2023 est marqué par le départ libre de Kadidiatou Diani, meilleure buteuse et passeuse du club la saison passée, à l'Olympique Lyonnais. Également en fin de contrat, la défenseure canadienne Ashley Lawrence quitte le PSG après six saisons et demie passées dans la capitale. Cinq autres joueuses ne prolongent pas leur contrat : Barbora Votíková, Sarah Bouhaddi, Alice Pinguet, Amanda Ilestedt et Kheira Hamraoui. Les prêts de Li Mengwen et Allyson Swaby arrivent à leur terme, Paris accepte de vendre Marina Georgieva à la Fiorentina, Estelle Cascarino à la Juventus, ainsi que Hawa Sangaré à Bordeaux peu après le début de la saison.

Pour pallier ces nombreux départs, le PSG recrute Katarzyna Kiedrzynek, en fin de contrat à Wolfsburg. La gardienne polonaise, déjà passée par Paris entre 2013 et 2020, s'engage donc pour deux saisons. Le club recrute également quatre défenseures : Viola Calligaris et Aïssatou Tounkara jusqu'en 2025, Nicole Payne et Thiniba Samoura jusqu'en 2026. Suite à une nouvelle rupture du ligament croisé antérieur du genou droit pour Paulina Dudek, Paris fait venir une cinquième défenseure en la personne de Clare Hunt, et ce pour une durée de trois ans. La milieu de terrain brésilienne Ana Vitória rejoint la capitale française jusqu'en 2026, Jade Le Guilly et Magnaba Folquet reviennent de leur période de prêt et la gardienne Océane Toussaint passe de la formation parisienne à l'équipe première. Enfin, dans les ultimes jours du mercato, Paris parvient à se faire prêter pour une saison Tabitha Chawinga, meilleure buteuse de la Serie A avec l'Inter Milan la saison précédente, par le club chinois de Wuhan Jianghan.

### Mercato hivernal
En janvier, Paris prête plusieurs joueuses en quête de temps de jeu. Ainsi, Viola Calligaris est prêtée à la Juventus, Ana Vitória à l'Atlético de Madrid, Nicole Payne aux Portland Thorns et Océane Toussaint au Havre. Enfin, le PSG interrompt le prêt de Baby Jordy Benera à Levante Las Planas pour l'envoyer à Saint-Étienne.
Du côté des arrivées, la gardienne polonaise Oliwia Szperkowska rejoint le club de la capitale jusqu'en juin 2026. Le secteur défensif est également renforcé avec la signature de l'Américaine Eva Gaetino, en provenance de l'équipe universitaire des Notre Dame Fighting Irish.

Après la fermeture du mercato hivernal pour le championnat français, le PSG acceptera le transfert de son attaquante suisse Ramona Bachmann aux Houston Dash en NWSL, ainsi que celui de l'Islandaise Berglind Björg Þorvaldsdóttir au club de Valur Reykjavík.

## Compétitions
| Championnat de France                                                       | Ligue des champions                                   | Coupe de France                      | Trophée des championnes                     |
| --------------------------------------------------------------------------- | ----------------------------------------------------- | ------------------------------------ | ------------------------------------------- |
| Deuxième 50 points Finaliste des playoffs face à l'Olympique Lyonnais (2-1) | Demi-finaliste face à l'Olympique Lyonnais (3-2, 1-2) | Vainqueur face au FC Fleury 91 (1-0) | Finaliste face à l'Olympique Lyonnais (2-0) |
| 15V 6N 3D                                                                   | 6V 2N 4D                                              | 4V 1N 0D                             | 0V 0N 1D                                    |
| TOTAL : 25V 9N 8D                                                           |                                                       |                                      |                                             |

### Trophée des championnes
Le Trophée des championnes 2023 est la troisième édition du Trophée des championnes. Il oppose en début de saison le vainqueur du championnat de France à celui de la Coupe de France. L'OL ayant remporté les deux compétitions l'année précédente, c'est le 2e de D1 (le PSG) qui est opposé au vainqueur.
| ·               |                      |     |
| Titulaires :    |                      |     |
|                 |                      |     |
| 1               | Christiane Endler    |     |
| 12              | Ellie Carpenter      | 87e |
| 21              | Vanessa Gilles       |     |
| 3               | Wendie Renard        |     |
| 4               | Selma Bacha          |     |
| 26              | Lindsey Horan        |     |
| 13              | Damaris Egurrola     | 87e |
| 17              | Daniëlle van de Donk | 77e |
| 11              | Kadidiatou Diani     | 77e |
| 9               | Eugénie Le Sommer    | 69e |
| 6               | Melchie Dumornay     |     |
|                 |                      |     |
| Remplaçants :   |                      |     |
| 30              | Laura Benkarth       |     |
| 29              | Griedge Mbock        | 87e |
| 5               | Perle Morroni        | 87e |
| 10              | Dzsenifer Marozsán   | 77e |
| 7               | Amel Majri           | 77e |
| 27              | Vicki Becho          | 69e |
| 28              | Melvine Malard       |     |
|                 |                      |     |
| Entraîneur :    |                      |     |
| Sonia Bompastor |                      |     |

| ·               |                      |     |
| Titulaires :    |                      |     |
|                 |                      |     |
| 1               | Katarzyna Kiedrzynek |     |
| 19              | Viola Calligaris     |     |
| 5               | Elisa De Almeida     |     |
| 28              | Jade Le Guilly       |     |
| 20              | Amalie Vangsgaard    | 58e |
| 8               | Grace Geyoro         |     |
| 6               | Oriane Jean-François | 46e |
| 14              | Jackie Groenen       | 64e |
| 7               | Sakina Karchaoui     |     |
| 11              | Lieke Martens        | 64e |
| 21              | Sandy Baltimore      |     |
|                 |                      |     |
| Remplaçants :   |                      |     |
| 16              | Constance Picaud     |     |
| 23              | Aïssatou Tounkara    |     |
| 3               | Nicole Payne         | 58e |
| 18              | Laurina Fazer        | 64e |
| 27              | Ana Vitória          | 64e |
| 24              | Korbin Albert        |     |
| 10              | Ramona Bachmann      | 46e |
|                 |                      |     |
| Entraîneur :    |                      |     |
| Gérard Prêcheur |                      |     |

| ·               |                      |     |
| Titulaires :    |                      |     |
|                 |                      |     |
| 1               | Christiane Endler    |     |
| 12              | Ellie Carpenter      | 87e |
| 21              | Vanessa Gilles       |     |
| 3               | Wendie Renard        |     |
| 4               | Selma Bacha          |     |
| 26              | Lindsey Horan        |     |
| 13              | Damaris Egurrola     | 87e |
| 17              | Daniëlle van de Donk | 77e |
| 11              | Kadidiatou Diani     | 77e |
| 9               | Eugénie Le Sommer    | 69e |
| 6               | Melchie Dumornay     |     |
|                 |                      |     |
| Remplaçants :   |                      |     |
| 30              | Laura Benkarth       |     |
| 29              | Griedge Mbock        | 87e |
| 5               | Perle Morroni        | 87e |
| 10              | Dzsenifer Marozsán   | 77e |
| 7               | Amel Majri           | 77e |
| 27              | Vicki Becho          | 69e |
| 28              | Melvine Malard       |     |
|                 |                      |     |
| Entraîneur :    |                      |     |
| Sonia Bompastor |                      |     |

| ·               |                      |     |
| Titulaires :    |                      |     |
|                 |                      |     |
| 1               | Katarzyna Kiedrzynek |     |
| 19              | Viola Calligaris     |     |
| 5               | Elisa De Almeida     |     |
| 28              | Jade Le Guilly       |     |
| 20              | Amalie Vangsgaard    | 58e |
| 8               | Grace Geyoro         |     |
| 6               | Oriane Jean-François | 46e |
| 14              | Jackie Groenen       | 64e |
| 7               | Sakina Karchaoui     |     |
| 11              | Lieke Martens        | 64e |
| 21              | Sandy Baltimore      |     |
|                 |                      |     |
| Remplaçants :   |                      |     |
| 16              | Constance Picaud     |     |
| 23              | Aïssatou Tounkara    |     |
| 3               | Nicole Payne         | 58e |
| 18              | Laurina Fazer        | 64e |
| 27              | Ana Vitória          | 64e |
| 24              | Korbin Albert        |     |
| 10              | Ramona Bachmann      | 46e |
|                 |                      |     |
| Entraîneur :    |                      |     |
| Gérard Prêcheur |                      |     |

### Championnat
La Division 1 2023-2024 est la cinquantième édition du championnat de France féminin de football et la vingt-deuxième sous l'appellation « Division 1 ». La division oppose douze clubs en une série de vingt-deux rencontres. Pour la première fois depuis 2004, une phase finale, appelée "play-offs", est introduite afin de déterminer le champion de France, ainsi que les trois clubs qualifiés pour la Ligue des Champions. Le Paris Saint-Germain participe à cette compétition pour la trente-septième fois de son histoire et la vingt-troisième fois de suite depuis la saison 2001-2002.

#### Classement
| Rang | Équipe               | Pts | J  | G  | N | P | Bp | Bc | Diff | Qualification ou relégation        |
| ---- | -------------------- | --- | -- | -- | - | - | -- | -- | ---- | ---------------------------------- |
| 1    | Olympique lyonnais T | 61  | 22 | 20 | 1 | 1 | 82 | 13 | +69  | Qualification pour la phase finale |
| 2    | Paris Saint-Germain  | 50  | 22 | 15 | 5 | 2 | 67 | 17 | +50  | Qualification pour la phase finale |
| 3    | Paris FC             | 42  | 22 | 13 | 3 | 6 | 56 | 27 | +29  | Qualification pour la phase finale |
| 4    | Stade de Reims       | 35  | 22 | 10 | 5 | 7 | 33 | 31 | +2   | Qualification pour la phase finale |
| 5    | FC Fleury 91         | 33  | 22 | 10 | 3 | 9 | 37 | 33 | +4   |                                    |

#### Évolution du classement et des résultats
| Journée  | 1 | 2 | 3 | 4  | 5  | 6   | 7   | 8   | 9   | 10  | 11  | 12  | 13 | 14 | 15 | 16 | 17 | 18 | 19 | 20 | 21 | 22 | Journées en tête |
| -------- | - | - | - | -- | -- | --- | --- | --- | --- | --- | --- | --- | -- | -- | -- | -- | -- | -- | -- | -- | -- | -- | ---------------- |
| Rang     | 3 | 5 | 5 | 5* | 3* | 6** | 4** | 3** | 3** | 3** | 3** | 2** | 2* | 2* | 2* | 2  | 2  | 2  | 2  | 2  | 2  | 2  | 0                |
| Résultat | G | P | G | G  | G  | G   | G   | G   | G   | N   | G   | G   | G  | N  | N  | G  | G  | G  | G  | N  | N  | P  | —                |

* = match en moins

#### Play-offs
| Titulaires :     |                         |     |
|                  |                         |     |
| 1                | Katarzyna Kiedrzynek    |     |
| 2                | Thiniba Samoura         | 46e |
| 19               | Eva Gaetino             |     |
| 5                | Elisa De Almeida        |     |
| 28               | Jade Le Guilly          | 65e |
| 8                | Grace Geyoro            |     |
| 14               | Jackie Groenen          | 88e |
| 7                | Sakina Karchaoui        |     |
| 21               | Sandy Baltimore         |     |
| 22               | Tabitha Chawinga        |     |
| 9                | Marie-Antoinette Katoto |     |
|                  |                         |     |
| Remplaçants :    |                         |     |
| 16               | Constance Picaud        |     |
| 15               | Clare Hunt              |     |
| 33               | Tara Elimbi Gilbert     | 65e |
| 18               | Laurina Fazer           |     |
| 24               | Korbin Albert           | 88e |
| 11               | Lieke Martens           | 46e |
| 20               | Amalie Vangsgaard       |     |
|                  |                         |     |
| Entraîneur :     |                         |     |
| Jocelyn Prêcheur |                         |     |

| Titulaires :        |                    |     |
|                     |                    |     |
| 16                  | Chiamaka Nnadozie  |     |
| 27                  | Julie Soyer        |     |
| 2                   | Célina Ould Hocine | 75e |
| 19                  | Théa Greboval      |     |
| 3                   | Lou Bogaert        |     |
| 8                   | Daphne Corboz      | 75e |
| 4                   | Kaja Korošec       |     |
| 17                  | Gaëtane Thiney     |     |
| 10                  | Clara Mateo        | 75e |
| 20                  | Louna Ribadeira    | 81e |
| 11                  | Julie Dufour       | 80e |
|                     |                    |     |
| Remplaçants :       |                    |     |
| 1                   | Inès Marques       |     |
| 23                  | Teninsoun Sissoko  | 75e |
| 18                  | Melween N'Dongala  |     |
| 15                  | Margaux Le Mouël   | 75e |
| 22                  | Kessya Bussy       | 75e |
| 7                   | Louise Fleury      | 80e |
| 9                   | Mathilde Bourdieu  | 81e |
|                     |                    |     |
| Entraîneur :        |                    |     |
| Sandrine Soubeyrand |                    |     |

| Titulaires :     |                         |     |
|                  |                         |     |
| 1                | Katarzyna Kiedrzynek    |     |
| 2                | Thiniba Samoura         | 46e |
| 19               | Eva Gaetino             |     |
| 5                | Elisa De Almeida        |     |
| 28               | Jade Le Guilly          | 65e |
| 8                | Grace Geyoro            |     |
| 14               | Jackie Groenen          | 88e |
| 7                | Sakina Karchaoui        |     |
| 21               | Sandy Baltimore         |     |
| 22               | Tabitha Chawinga        |     |
| 9                | Marie-Antoinette Katoto |     |
|                  |                         |     |
| Remplaçants :    |                         |     |
| 16               | Constance Picaud        |     |
| 15               | Clare Hunt              |     |
| 33               | Tara Elimbi Gilbert     | 65e |
| 18               | Laurina Fazer           |     |
| 24               | Korbin Albert           | 88e |
| 11               | Lieke Martens           | 46e |
| 20               | Amalie Vangsgaard       |     |
|                  |                         |     |
| Entraîneur :     |                         |     |
| Jocelyn Prêcheur |                         |     |

| Titulaires :        |                    |     |
|                     |                    |     |
| 16                  | Chiamaka Nnadozie  |     |
| 27                  | Julie Soyer        |     |
| 2                   | Célina Ould Hocine | 75e |
| 19                  | Théa Greboval      |     |
| 3                   | Lou Bogaert        |     |
| 8                   | Daphne Corboz      | 75e |
| 4                   | Kaja Korošec       |     |
| 17                  | Gaëtane Thiney     |     |
| 10                  | Clara Mateo        | 75e |
| 20                  | Louna Ribadeira    | 81e |
| 11                  | Julie Dufour       | 80e |
|                     |                    |     |
| Remplaçants :       |                    |     |
| 1                   | Inès Marques       |     |
| 23                  | Teninsoun Sissoko  | 75e |
| 18                  | Melween N'Dongala  |     |
| 15                  | Margaux Le Mouël   | 75e |
| 22                  | Kessya Bussy       | 75e |
| 7                   | Louise Fleury      | 80e |
| 9                   | Mathilde Bourdieu  | 81e |
|                     |                    |     |
| Entraîneur :        |                    |     |
| Sandrine Soubeyrand |                    |     |

| ·               |                      |     |
| Titulaires :    |                      |     |
|                 |                      |     |
| 1               | Christiane Endler    |     |
| 12              | Ellie Carpenter      |     |
| 21              | Vanessa Gilles       |     |
| 3               | Wendie Renard        |     |
| 4               | Selma Bacha          |     |
| 26              | Lindsey Horan        |     |
| 13              | Damaris Egurrola     | 46e |
| 17              | Daniëlle van de Donk |     |
| 11              | Kadidiatou Diani     | 72e |
| 6               | Melchie Dumornay     |     |
| 20              | Delphine Cascarino   | 59e |
|                 |                      |     |
| Remplaçants :   |                      |     |
| 30              | Laura Benkarth       |     |
| 5               | Perle Morroni        |     |
| 18              | Alice Sombath        |     |
| 7               | Amel Majri           | 46e |
| 10              | Dzsenifer Marozsán   | 72e |
| 27              | Vicki Becho          | 59e |
| 14              | Ada Hegerberg        |     |
|                 |                      |     |
| Entraîneur :    |                      |     |
| Sonia Bompastor |                      |     |

| ·                |                         |     |
| Titulaires :     |                         |     |
|                  |                         |     |
| 1                | Katarzyna Kiedrzynek    |     |
| 28               | Jade Le Guilly          | 70e |
| 19               | Eva Gaetino             |     |
| 5                | Elisa De Almeida        |     |
| 7                | Sakina Karchaoui        |     |
| 8                | Grace Geyoro            |     |
| 14               | Jackie Groenen          |     |
| 24               | Korbin Albert           | 63e |
| 21               | Sandy Baltimore         |     |
| 9                | Marie-Antoinette Katoto |     |
| 22               | Tabitha Chawinga        |     |
|                  |                         |     |
| Remplaçants :    |                         |     |
| 16               | Constance Picaud        |     |
| 23               | Aïssatou Tounkara       |     |
| 15               | Clare Hunt              |     |
| 2                | Thiniba Samoura         | 70e |
| 33               | Tara Elimbi Gilbert     |     |
| 18               | Laurina Fazer           |     |
| 11               | Lieke Martens           | 63e |
| 20               | Amalie Vangsgaard       |     |
|                  |                         |     |
| Entraîneur :     |                         |     |
| Jocelyn Prêcheur |                         |     |

| ·               |                      |     |
| Titulaires :    |                      |     |
|                 |                      |     |
| 1               | Christiane Endler    |     |
| 12              | Ellie Carpenter      |     |
| 21              | Vanessa Gilles       |     |
| 3               | Wendie Renard        |     |
| 4               | Selma Bacha          |     |
| 26              | Lindsey Horan        |     |
| 13              | Damaris Egurrola     | 46e |
| 17              | Daniëlle van de Donk |     |
| 11              | Kadidiatou Diani     | 72e |
| 6               | Melchie Dumornay     |     |
| 20              | Delphine Cascarino   | 59e |
|                 |                      |     |
| Remplaçants :   |                      |     |
| 30              | Laura Benkarth       |     |
| 5               | Perle Morroni        |     |
| 18              | Alice Sombath        |     |
| 7               | Amel Majri           | 46e |
| 10              | Dzsenifer Marozsán   | 72e |
| 27              | Vicki Becho          | 59e |
| 14              | Ada Hegerberg        |     |
|                 |                      |     |
| Entraîneur :    |                      |     |
| Sonia Bompastor |                      |     |

| ·                |                         |     |
| Titulaires :     |                         |     |
|                  |                         |     |
| 1                | Katarzyna Kiedrzynek    |     |
| 28               | Jade Le Guilly          | 70e |
| 19               | Eva Gaetino             |     |
| 5                | Elisa De Almeida        |     |
| 7                | Sakina Karchaoui        |     |
| 8                | Grace Geyoro            |     |
| 14               | Jackie Groenen          |     |
| 24               | Korbin Albert           | 63e |
| 21               | Sandy Baltimore         |     |
| 9                | Marie-Antoinette Katoto |     |
| 22               | Tabitha Chawinga        |     |
|                  |                         |     |
| Remplaçants :    |                         |     |
| 16               | Constance Picaud        |     |
| 23               | Aïssatou Tounkara       |     |
| 15               | Clare Hunt              |     |
| 2                | Thiniba Samoura         | 70e |
| 33               | Tara Elimbi Gilbert     |     |
| 18               | Laurina Fazer           |     |
| 11               | Lieke Martens           | 63e |
| 20               | Amalie Vangsgaard       |     |
|                  |                         |     |
| Entraîneur :     |                         |     |
| Jocelyn Prêcheur |                         |     |

### Coupe de France
La Coupe de France 2023-2024 est la 23e édition de la Coupe de France féminine de football, une compétition à élimination directe mettant aux prises tous les clubs de football amateurs et professionnels à travers la France métropolitaine. Elle est organisée par la FFF et ses ligues régionales. Le PSG jouant en Division 1, il démarre aux seizièmes de finale.
Le club parisien se défait d'abord du Cercle Paul Bert Bréquigny Rennes, qui évolue en troisième division. Il éprouve plus de difficultés à battre Saint-Étienne au tour suivant, délivré par un but de Lieke Martens en fin de match. Le PSG retrouve un autre club de troisième division, Le Puy Foot 43 Auvergne, à qui il inflige le même score qu'au CPBB Rennes. La demi-finale prend la forme d'un derby parisien entre le Paris FC et le PSG, et il faut attendre les tirs au but pour voir ce dernier se qualifier pour la finale. Les Parisiennes affrontent le FC Fleury 91 pour cette ultime rencontre. Malgré l'expulsion de Thiniba Samoura à la 66e minute, Paris parvient à décrocher sa quatrième Coupe de France après une réalisation de Lieke Martens.

### Ligue des Champions
La Ligue des champions 2023-2024 est la 23e édition de la Ligue des champions féminine de l'UEFA, la compétition inter-clubs européenne de football féminin. Après une phase de qualification, les équipes qualifiées disputent une phase de groupes, afin d'accéder à la phase à élimination directe en quarts de finale. Le PSG étant vice-champion de France en titre, pays alors à la première place du coefficient UEFA, le club démarre au deuxième tour préliminaire.
Opposé à Manchester United lors des barrages de qualification, Paris démarre par un match nul au Leigh Sports Village et perd à cette occasion sa milieu de terrain Oriane Jean-François, victime d'une rupture partielle du ligament croisé antérieur ainsi que d'une lésion méniscale du genou droit. Le match retour au Parc des Princes tourne à l'avantage des Parisiennes, qui se qualifient pour la phase de groupes sur le score de trois buts à un.
Le PSG se déplace d'abord sur la pelouse de l'Ajax Amsterdam et se fait surprendre par l'équipe néerlandaise, avant de subir une nouvelle défaite face au Bayern Munich, cette fois à domicile au Stade Jean Bouin. Dos au mur, les Parisiennes doivent réagir pour la réception de l'AS Roma. Peu de supporters croient au sursaut des Rouges et Bleues : 4 072 spectateurs sont présents au Parc des Princes le soir du 14 décembre 2024, soit la plus faible affluence pour l'équipe première féminine dans l'antre parisienne. Paris s'impose pourtant deux buts à un, et récidive chez son adversaire romain six jours plus tard (1-3). Dans une dynamique positive, le PSG prend sa revanche face à l'Ajax Amsterdam (3-1). Pour le dernier match de la phase de groupes, Paris se rend au Bayern Campus pour y affronter le Bayern Munich. Un match nul suffirait au club de la capitale pour se qualifier, mais ce sont les Bavaroises qui ouvrent le score à la 36e minute. Virtuellement éliminé, Paris parvient à égaliser à la 73e minute par l'intermédiaire de Tabitha Chawinga, mais ne connaît que deux minutes de répit avant que le Bayern ne reprenne l'avantage. La deuxième égalisation arrive sur un but contre son camp de Georgia Stanway à la 88e minute. Les Parisiennes tremblent une dernière fois lorsque Jovana Damnjanović pense avoir inscrit le but de la victoire pour le club allemand au bout du temps additionnel, mais elle est signalée en position de hors-jeu par l'arbitre assistant Paulina Baranowska. Le PSG est qualifié pour les quarts de finale.
Paris bat le BK Häcken à l'aller (1-2), avec notamment le premier but de la recrue hivernale Eva Gaetino sous ses nouvelles couleurs, ainsi qu'au retour (3-1), avec une affluence au Parc des Princes qui dépasse la barre des 10 000 spectateurs pour la première fois depuis les barrages de qualification. En demi-finales, le PSG retrouve son rival : l'Olympique Lyonnais. Au Groupama Stadium, les Parisiennes trouvent le chemin des filets juste avant la mi-temps (44e minute) et au retour des vestiaires (48e), mais encaissent ensuite trois buts en six minutes. Le match aller se termine sur le score de 3-2. Le PSG ne parvient pas à renverser la situation lors du match retour et s'incline 1-2 au Parc des Princes.
Éliminé dans le dernier carré, le club parisien recevra 1 027 000 euros pour l'ensemble de son parcours européen.

## Joueuses et encadrement technique

### Effectif professionnel
Le tableau suivant liste l'effectif professionnel du PSG pour la saison 2023-2024.

### Joueuses prêtées
| Nat. | Nom               | Club en prêt          | Compétition                    | Championnat | Championnat | Championnat | Championnat  | Coupe d'Europe | Coupe d'Europe | Coupe d'Europe | Coupe d'Europe | Coupes nationales | Coupes nationales | Coupes nationales | Coupes nationales | Total | Total       | Total  | Total        |
| Nat. | Nom               | Club en prêt          | Compétition                    | M.j.        | But inscrit | Averti      | Carton rouge | M.j.           | But inscrit    | Averti         | Carton rouge   | M.j.              | But inscrit       | Averti            | Carton rouge      | M.j.  | But inscrit | Averti | Carton rouge |
| ---- | ----------------- | --------------------- | ------------------------------ | ----------- | ----------- | ----------- | ------------ | -------------- | -------------- | -------------- | -------------- | ----------------- | ----------------- | ----------------- | ----------------- | ----- | ----------- | ------ | ------------ |
|      | Baby Jordy Benera | AS Saint-Étienne      | D1 Arkema                      | 9           | 0           | 0           | 0            | 0              | 0              | 0              | 0              | 0                 | 0                 | 0                 | 0                 | 9     | 0           | 0      | 0            |
|      | Océane Hurtré     | Girondins de Bordeaux | D1 Arkema                      | 5           | 0           | 1           | 0            | -              | -              | -              | -              | -                 | -                 | -                 | 0                 | 5     | 0           | 1      | 0            |
|      | Viola Calligaris  | Juventus FC           | Serie A Femminile              | 11          | 0           | 0           | 0            | -              | -              | -              | -              | 4                 | 0                 | 1                 | 0                 | 15    | 0           | 1      | 0            |
|      | Ana Vitória       | Atlético de Madrid    | Liga F                         | 14          | 1           | 1           | 0            | -              | -              | -              | -              | 2                 | 0                 | 0                 | 0                 | 16    | 1           | 1      | 0            |
|      | Nicole Payne      | Portland Thorns       | National Women's Soccer League | 19          | 0           | 0           | 0            | -              | -              | -              | -              | 0                 | 0                 | 0                 | 0                 | 19    | 0           | 0      | 0            |
|      | Océane Toussaint  | Le Havre AC           | D1 Arkema                      | 0           | 0           | 0           | 0            | -              | -              | -              | -              | 1                 | 0                 | 0                 | 0                 | 1     | 0           | 0      | 0            |

## Statistiques

### Statistiques collectives
| Compétition             | Débute au tour          | Termine              | Matches joués | Gagnés | Nuls | Perdus | Buts pour | Buts contre | Différence |
| ----------------------- | ----------------------- | -------------------- | ------------- | ------ | ---- | ------ | --------- | ----------- | ---------- |
| D1 Arkema               | 1re journée             | Finale des play-offs | 22+2          | 15     | 5+1  | 2+1    | 67+3      | 17+4        | +49        |
| Ligue des champions     | Phase de qualifications | 1/2 finale           | 12            | 6      | 2    | 4      | 22        | 16          | +6         |
| Coupe de France         | 1/16 de finale          | Finale               | 5             | 4      | 1    | 0      | 14        | 4           | +10        |
| Trophée des championnes | Finale                  | Défaite              | 1             | 0      | 0    | 1      | 0         | 2           | -2         |
| Total                   | -                       | -                    | 42            | 25     | 9    | 8      | 106       | 43          | +63        |

### Statistiques individuelles
(Mis à jour le 31 juillet 2025)
| No | Nat. | Nom            | Championnat | Championnat | Championnat    | Championnat | Championnat  | Ligue des champions | Ligue des champions | Ligue des champions | Ligue des champions | Ligue des champions | Coupe de France | Coupe de France | Coupe de France | Coupe de France | Coupe de France | Trophée des championnes | Trophée des championnes | Trophée des championnes | Trophée des championnes | Trophée des championnes | Total | Total       | Total          | Total  | Total        |       |
| No | Nat. | Nom            | M.j.        | But inscrit | Passe décisive | Averti      | Carton rouge | M.j.                | But inscrit         | Passe décisive      | Averti              | Carton rouge        | M.j.            | But inscrit     | Passe décisive  | Averti          | Carton rouge    | M.j.                    | But inscrit             | Passe décisive          | Averti                  | Carton rouge            | M.j.  | But inscrit | Passe décisive | Averti | Carton rouge | Min.  |
| -- | ---- | -------------- | ----------- | ----------- | -------------- | ----------- | ------------ | ------------------- | ------------------- | ------------------- | ------------------- | ------------------- | --------------- | --------------- | --------------- | --------------- | --------------- | ----------------------- | ----------------------- | ----------------------- | ----------------------- | ----------------------- | ----- | ----------- | -------------- | ------ | ------------ | ----- |
| 1  |      | Kiedrzynek     | 10          | 0           | 0              | 0           | 0            | 7                   | 0                   | 0                   | 1                   | 0                   | 2               | 0               | 0               | 0               | 0               | 1                       | 0                       | 0                       | 0                       | 0                       | 20    | 0           | 0              | 1      | 0            | 1 800 |
| 2  |      | Samoura        | 19          | 0           | 1              | 3           | 0            | 7                   | 0                   | 0                   | 3                   | 0                   | 5               | 0               | 1               | 2               | 1               | 0                       | 0                       | 0                       | 0                       | 0                       | 31    | 0           | 2              | 8      | 1            | 2 116 |
| 3  |      | Payne          | 2           | 0           | 0              | 0           | 0            | 0                   | 0                   | 0                   | 0                   | 0                   | 1               | 0               | 0               | 0               | 0               | 1                       | 0                       | 0                       | 0                       | 0                       | 4     | 0           | 0              | 0      | 0            | 200   |
| 4  |      | Dudek          | 0           | 0           | 0              | 0           | 0            | 0                   | 0                   | 0                   | 0                   | 0                   | 0               | 0               | 0               | 0               | 0               | 0                       | 0                       | 0                       | 0                       | 0                       | 0     | 0           | 0              | 0      | 0            | 0     |
| 5  |      | De Almeida     | 16          | 1           | 1              | 2           | 0            | 12                  | 0                   | 0                   | 2                   | 0                   | 3               | 0               | 0               | 0               | 0               | 1                       | 0                       | 0                       | 0                       | 0                       | 32    | 1           | 1              | 4      | 0            | 2 790 |
| 6  |      | Jean-François  | 3           | 0           | 0              | 1           | 0            | 1                   | 0                   | 0                   | 0                   | 0                   | 0               | 0               | 0               | 0               | 0               | 1                       | 0                       | 0                       | 0                       | 0                       | 5     | 0           | 0              | 1      | 0            | 218   |
| 7  |      | Karchaoui      | 17          | 2           | 6              | 2           | 0            | 12                  | 0                   | 3                   | 3                   | 0                   | 3               | 0               | 0               | 1               | 0               | 1                       | 0                       | 0                       | 0                       | 0                       | 33    | 2           | 9              | 6      | 0            | 2 817 |
| 8  |      | Geyoro         | 21          | 12          | 3              | 2           | 0            | 12                  | 2                   | 3                   | 0                   | 0                   | 3               | 1               | 0               | 0               | 0               | 1                       | 0                       | 0                       | 0                       | 0                       | 37    | 15          | 6              | 2      | 0            | 3 051 |
| 9  |      | Katoto         | 22          | 12          | 6              | 0           | 0            | 11                  | 7                   | 2                   | 0                   | 0                   | 2               | 1               | 2               | 0               | 0               | 0                       | 0                       | 0                       | 0                       | 0                       | 35    | 20          | 10             | 0      | 0            | 2 170 |
| 10 |      | Bachmann       | 10          | 0           | 3              | 1           | 0            | 6                   | 0                   | 0                   | 1                   | 0                   | 3               | 1               | 0               | 0               | 0               | 1                       | 0                       | 0                       | 0                       | 0                       | 20    | 1           | 3              | 2      | 0            | 783   |
| 11 |      | Martens        | 16          | 3           | 3              | 0           | 0            | 10                  | 2                   | 0                   | 0                   | 0                   | 3               | 2               | 2               | 0               | 0               | 1                       | 0                       | 0                       | 0                       | 0                       | 30    | 7           | 7              | 2      | 0            | 1 485 |
| 14 |      | Groenen        | 16          | 1           | 2              | 3           | 0            | 10                  | 0                   | 0                   | 1                   | 0                   | 3               | 0               | 0               | 0               | 0               | 1                       | 0                       | 0                       | 0                       | 0                       | 30    | 1           | 2              | 4      | 0            | 2 238 |
| 15 |      | Hunt           | 13          | 0           | 1              | 0           | 0            | 8                   | 0                   | 0                   | 1                   | 0                   | 1               | 0               | 0               | 0               | 0               | 0                       | 0                       | 0                       | 0                       | 0                       | 22    | 0           | 1              | 1      | 0            | 1 620 |
| 16 |      | Picaud         | 12          | 0           | 0              | 0           | 0            | 5                   | 0                   | 0                   | 0                   | 0                   | 3               | 0               | 0               | 0               | 0               | 0                       | 0                       | 0                       | 0                       | 0                       | 20    | 0           | 0              | 0      | 0            | 1 800 |
| 17 |      | Þorvaldsdóttir | 0           | 0           | 0              | 0           | 0            | 0                   | 0                   | 0                   | 0                   | 0                   | 0               | 0               | 0               | 0               | 0               | 0                       | 0                       | 0                       | 0                       | 0                       | 0     | 0           | 0              | 0      | 0            | 0     |
| 18 |      | Fazer          | 15          | 0           | 4              | 0           | 0            | 5                   | 0                   | 0                   | 0                   | 0                   | 4               | 0               | 1               | 0               | 0               | 1                       | 0                       | 0                       | 0                       | 0                       | 25    | 0           | 5              | 0      | 0            | 1 051 |
| 19 |      | Calligaris     | 6           | 0           | 0              | 0           | 0            | 1                   | 0                   | 0                   | 0                   | 0                   | 0               | 0               | 0               | 0               | 0               | 1                       | 0                       | 0                       | 0                       | 0                       | 8     | 0           | 0              | 0      | 0            | 386   |
| 19 |      | Gaetino        | 9           | 0           | 2              | 1           | 0            | 4                   | 1                   | 0                   | 0                   | 0                   | 3               | 0               | 0               | 0               | 0               | 0                       | 0                       | 0                       | 0                       | 0                       | 16    | 1           | 2              | 1      | 0            | 1 260 |
| 20 |      | Vangsgaard     | 19          | 6           | 1              | 0           | 0            | 9                   | 0                   | 0                   | 0                   | 0                   | 5               | 3               | 1               | 0               | 0               | 1                       | 0                       | 0                       | 0                       | 0                       | 34    | 9           | 2              | 0      | 0            | 1 674 |
| 21 |      | Baltimore      | 18          | 7           | 6              | 3           | 0            | 11                  | 1                   | 1                   | 1                   | 0                   | 4               | 1               | 0               | 2               | 0               | 1                       | 0                       | 0                       | 0                       | 0                       | 34    | 9           | 7              | 6      | 0            | 2 451 |
| 22 |      | Chawinga       | 21          | 19          | 10             | 2           | 0            | 12                  | 6                   | 2                   | 0                   | 0                   | 5               | 4               | 1               | 0               | 0               | 0                       | 0                       | 0                       | 0                       | 0                       | 38    | 29          | 13             | 2      | 0            | 2 997 |
| 23 |      | Tounkara       | 7           | 0           | 0              | 1           | 0            | 0                   | 0                   | 0                   | 0                   | 0                   | 2               | 0               | 0               | 0               | 0               | 0                       | 0                       | 0                       | 0                       | 0                       | 9     | 0           | 0              | 1      | 0            | 441   |
| 24 |      | Albert         | 19          | 1           | 0              | 0           | 0            | 12                  | 2                   | 0                   | 0                   | 0                   | 3               | 0               | 0               | 0               | 0               | 0                       | 0                       | 0                       | 0                       | 0                       | 34    | 3           | 0              | 0      | 0            | 1 892 |
| 25 |      | Folquet        | 9           | 0           | 0              | 2           | 0            | 2                   | 0                   | 0                   | 0                   | 0                   | 2               | 1               | 0               | 0               | 0               | 0                       | 0                       | 0                       | 0                       | 0                       | 13    | 1           | 0              | 2      | 0            | 391   |
| 26 |      | Ebayilin       | 6           | 1           | 0              | 4           | 0            | 1                   | 0                   | 0                   | 0                   | 0                   | 1               | 0               | 0               | 0               | 0               | 0                       | 0                       | 0                       | 0                       | 0                       | 8     | 1           | 0              | 4      | 0            | 324   |
| 26 |      | Hurtré         | 0           | 0           | 0              | 0           | 0            | 0                   | 0                   | 0                   | 0                   | 0                   | 0               | 0               | 0               | 0               | 0               | 0                       | 0                       | 0                       | 0                       | 0                       | 0     | 0           | 0              | 0      | 0            | 0     |
| 27 |      | Ana Vitória    | 2           | 0           | 0              | 0           | 0            | 2                   | 0                   | 0                   | 0                   | 0                   | 1               | 0               | 0               | 0               | 0               | 1                       | 0                       | 0                       | 0                       | 0                       | 6     | 0           | 0              | 0      | 0            | 135   |
| 28 |      | Le Guilly      | 19          | 3           | 1              | 1           | 0            | 12                  | 0                   | 1                   | 1                   | 0                   | 5               | 0               | 1               | 0               | 0               | 1                       | 0                       | 0                       | 1                       | 0                       | 37    | 3           | 3              | 3      | 0            | 2 750 |
| 29 |      | Traoré         | 9           | 0           | 0              | 0           | 0            | 2                   | 0                   | 0                   | 0                   | 0                   | 3               | 0               | 0               | 0               | 0               | 0                       | 0                       | 0                       | 0                       | 0                       | 14    | 0           | 0              | 0      | 0            | 502   |
| 30 |      | Szperkowska    | 2           | 0           | 0              | 0           | 0            | 0                   | 0                   | 0                   | 0                   | 0                   | 0               | 0               | 0               | 0               | 0               | 0                       | 0                       | 0                       | 0                       | 0                       | 2     | 0           | 0              | 0      | 0            | 135   |
| 33 |      | Toussaint      | 0           | 0           | 0              | 0           | 0            | 0                   | 0                   | 0                   | 0                   | 0                   | 0               | 0               | 0               | 0               | 0               | 0                       | 0                       | 0                       | 0                       | 0                       | 0     | 0           | 0              | 0      | 0            | 0     |
| 35 |      | Benera         | 0           | 0           | 0              | 0           | 0            | 0                   | 0                   | 0                   | 0                   | 0                   | 0               | 0               | 0               | 0               | 0               | 0                       | 0                       | 0                       | 0                       | 0                       | 0     | 0           | 0              | 0      | 0            | 0     |

#### Récompenses et distinctions
Lors de la cérémonie des trophées de la D1 Arkema 2023-2024, Tabitha Chawinga, meilleure buteuse avec 18 réalisations, reçoit le trophée de meilleure joueuse du championnat. Elle figure logiquement dans l'équipe type de la D1 Arkema, tout comme Grace Geyoro, Sakina Karchaoui et Elisa De Almeida. Enfin, le PSG est récompensé du prix "Coup de cœur Arkema" pour son programme "Allez les filles !", qui accompagne les jeunes filles ayant un accès difficile à la pratique du sport.
En ce qui concerne les trophées UNFP, Tabitha Chawinga est élue une fois de plus meilleure joueuse du championnat. Ce sont les mêmes Parisiennes citées précédemment qui se retrouvent dans le onze type.

## Affluence
Lors de cette saison, l'affluence la plus faible du PSG à domicile était de 261 spectateurs face à Saint-Étienne le 27 janvier 2024 au Campus PSG, tandis que l'affluence la plus élevée était de 29 400 spectateurs face à Lyon le 28 avril 2024 au Parc des Princes.
Pour les matchs de championnat, play-offs compris, la médiane est de 565 spectateurs, soit une baisse d'environ 7% par rapport à la saison dernière. L'affluence générale connaît elle aussi une légère diminution, passant d'une médiane de 727 spectateurs pour la saison dernière à une médiane de 702 spectateurs pour l'exercice 2023-2024, soit une baisse de 3,4%.
Si l'on cumule toutes les affluences, ce sont au total 93 577 spectateurs qui ont assisté aux matchs à domicile de l'équipe première féminine cette saison.
Affluence du Paris SG à domicile